# Margó Tivadar
Margó Tivadar (szerbül: Теодор Марго, ógörögül: Θεοδώρος Μάρκου), (Pest, 1816. március 5. – Pusztaszentlőrinc [ma Pestszentlőrinc, Budapest XVIII. kerülete], 1896. szeptember 5.) szerb származású orvos, honvédorvos, zoológus, egyetemi tanár, a Magyar Tudományos Akadémia tagja.

## Életpályája
A család a görögországi Kozani városából származik. A családnév Markovics, Marku, Margó alakban is előfordul. Margó Tivadar nagyapja még Ercsiben volt görög kereskedő. Apja Margó György (szerbül: Георгије Марго, görögül: Γεώργιος Μάρκου) (1780–1857) a pesti szerb ortodox egyházközség lelkésze volt, kiválóan beszélt görögül, németül, szerbül, románul és magyarul. Margó Tivadar egyik testvére, Margó Emilián miskolci görög ortodox lelkészként működött 1862 és 1881 között: e minőségében ő végezte a tokaji ortodox görög egyházközség anyakönyvezését is.
Tivadar a gimnáziumi tanulmányait Pesten, a piarista gimnáziumban végezte, majd 1834-től 1838-ig a pesti egyetemen természet-, társadalom- és orvostudományokat tanult. 1834-ban bölcsészdoktori, 1840-ben orvosi oklevelet szerzett. Tanulmányait Bécsben folytatta, ahol 1841-ben sebészdoktori és szülészmesteri képesítést szerzett. Ezután néhány évig különböző bécsi kórházakban segédorvosként orvosi gyakorlatot folytatott, majd hazatért, és a pesti egyetemen Schordann Zsigmondnak, az élettan és felsőbb bonctan professzorának tanszékén tanársegédként működött. Az 1848–49-es szabadságharcban honvédorvosként vett részt. 
1845–1853 között a pesti szerb Tökölyanum házi orvosa volt. 1851-ben megszerzett képesítés után a pesti egyetemen a szövettan magántanára lett, egyúttal 1851 és 1859 között helyettes tanárként a sebészhallgatóknak előkészítő természettudományokból tartott előadásokat és 1857 és 1858 között az élettan és a felsőbb anatómia helyettes tanára is volt. 1858-ban ismét Bécsbe ment, ahol szövettani kutatásokat folytatott. A bécsi kormány bécsi, majd grazi egyetemi tanári állást ajánlott fel neki, ő azonban hazatért és 1860-ban a kolozsvári orvossebészeti intézetben a gyakorlati orvostudományok nyilvános rendes tanára lett. 
1862 nyarán a pesti egyetemen az állattan és az összehasonlító bonctan rendkívüli tanárává nevezték ki. Ettől kezdve haláláig a fővárosban élt. Előadásaiban rendszeresen foglalkozott Charles Darwin tanaival, 1875-ben downi otthonában meglátogatta a világhírű angol természettudóst.
1874-től 1881-ig az egyetem orvostudományi karán a fejlődéstan, 1881-től haláláig az anatómia nyilvános rendes tanára volt. Eközben tanított a Magyar Királyi Tanárképző Intézet Gyakorló Főgymnasiumában (a mai ELTE Trefort Ágoston Gyakorlóiskola) is. Oktatói és tudományos tevékenysége mellett részt vállalt az egyetem vezetésében is, 1865–66 tanévre a bölcsészettudományi kar egy másik évben az orvostudományi kar dékánjának választották, 1880–81-ben az egyetem rektora volt.

## Tudományos pályája

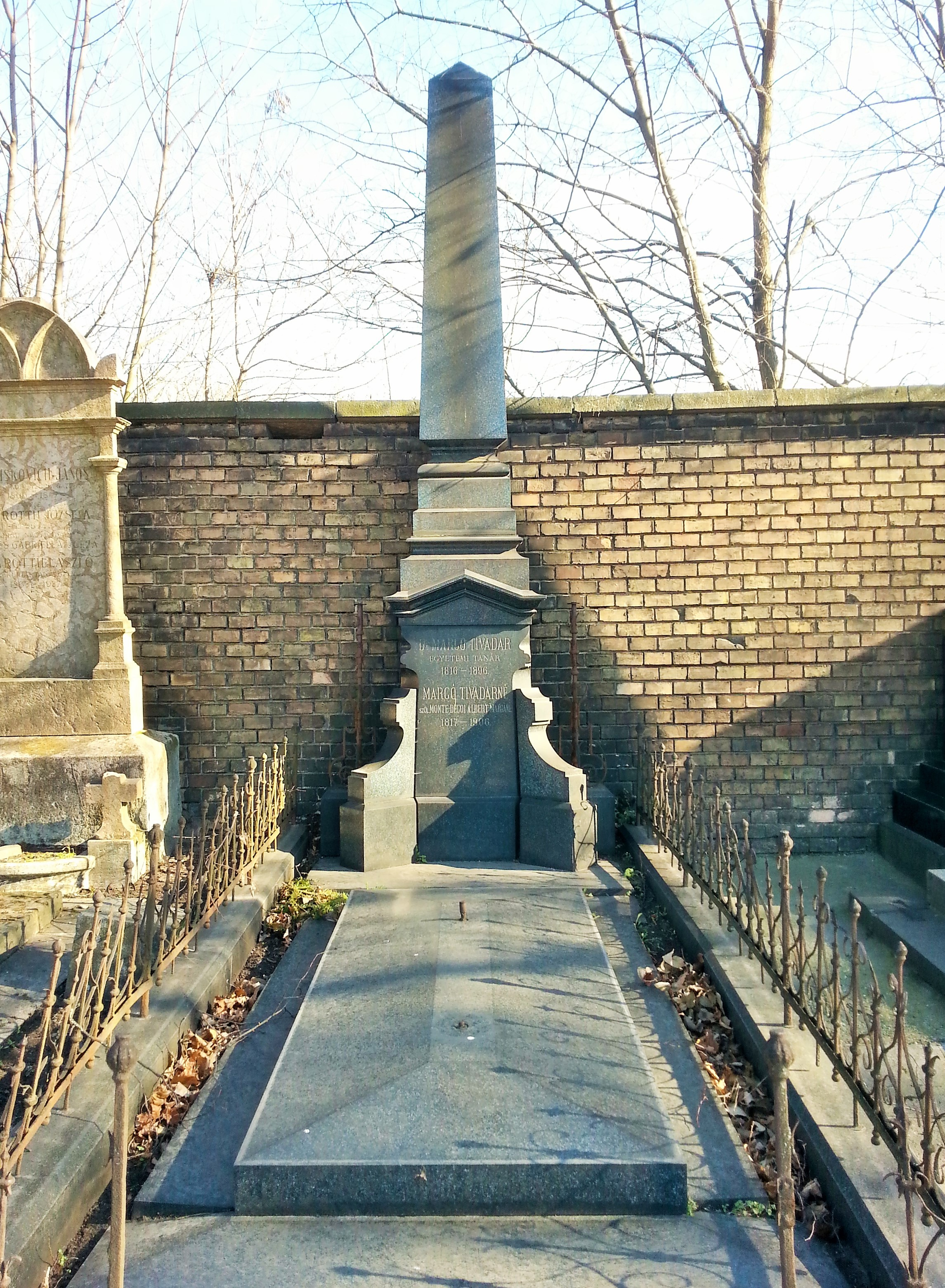
Margó Tivadar sírja (Fiumei úti sírkert falsírboltok, bal 582)

A magyarországi tudományos biológia egyik megalapozója, az egyik első hazai darwinista. Ő revideálta az első magyar Darwin-fordítást (A fajok eredete a természeti kiválás útján, 1874).
Tanári működése mellett a zoológia terén különböző vizsgálatok és tanulmányok tételével is foglalkozott, s ezek eredményeit számos dolgozatban tette közzé.

### Társasági tagságai
- a Magyar Tudományos Akadémia tagja (levelező: 1860; rendes: 1870; tiszteleti: 1891)
- a British Association for Advencement of Sciences külső tagja
- a bécsi zoológiai-botanikai társaság rendes tagja
- a francia zoológiai társaság rendes tagja

### Fontosabb dolgozatai
- Morbi lethales in clinico medico Pestiensi. Annis scholasticis 1838 et 1839. (orvosdoktori értekezés, Pest, 1840) Online
- Anatomisch-physiologische Untersuchungen an den Leichen von zwei Hingerichteten (Zeitschrift für Natur- und Heilkunde in Ungarn, 1851)
- Über die Muskelfaser der Mollusken (Pest, 1860)
- Élettani és kórtani tanulmányok az izomszövetről (Gyógyászat, 1861)
- A puhányok izomrostjáról (Pest, 1861)
- Neue Untersuchungern über die Entwickelung, Wachsthum, die Neubildung und den feineren Bau der Muskelfasern (Pest, 1861)
- Az állattan jelen állapotáról s annak fontosságáról és hasznáról (Gyógyászat, 1862)
- Az izomidegek végződéseiről (Pest, 1862)
- Über die Endigung der Nerven in den quergestreiften Muskeln (Pest, 1862)
- A tudományos állattan kézikönyve, I. (Pest, 1868)
- Darwin és az állatvilág (Pest, 1868)
- A magyar gyógyszerészkönyv (Pest, 1871)
- Összehasonlító bonctani készítmények a bécsi világkiállítás magyarországi tanügyi osztályában (Budapest, 1873)
- Emlékbeszéd Agassiz Lajos M. T. Akadémiai külső tag fölött, (Budapest, 1875)
- Állatrendszertani táblázatok (Budapest, 1876)
- Budapest és környéke állattani tekintetben (Budapest, 1879)
- Testimonials in favour of dr. Morrison Watson, candidate for the Chair of Anatomy in the Owen's College. Manchester (Edinburgh, 1874)
- Testimonials in favour of Prof. Dr. I. Bell Petigrew (Edinburgh, 1874)
- Az állatország rendszeres osztályozása (Budapest, 1883; németül: Budapest, 1883; angolul: London, 1884)
- Az állatország rendszeres osztályozása, különös tekintettel az újabb állattani rendszerekre (Budapest, 1884)
- Emlékbeszéd Charles Robert Darwin felett (Budapest, 1884)
- A zoológia és az orvosi tudományok (Budapest, 1892)

## Emlékezete

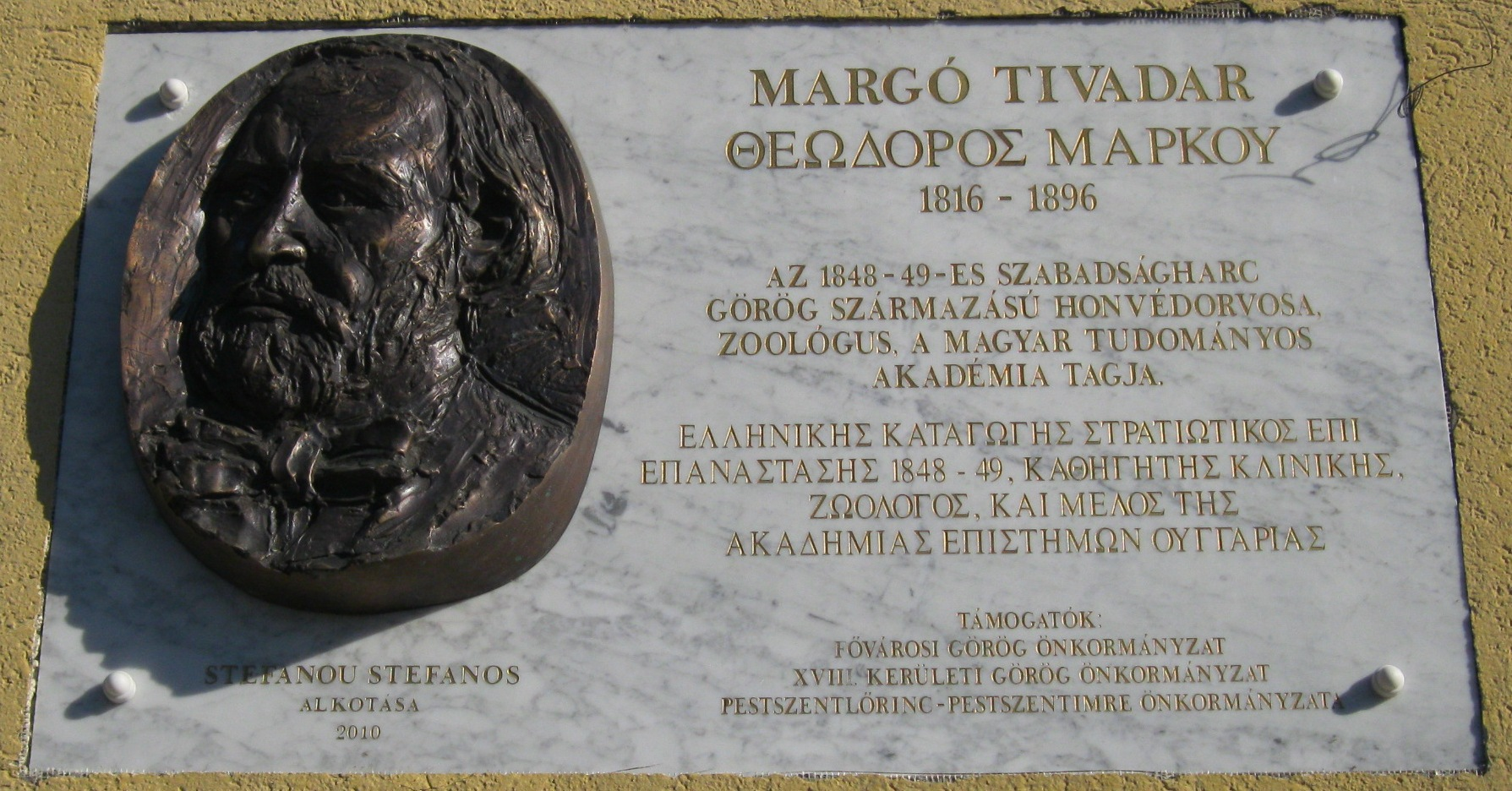
Margó Tivadar emléktáblája

A Magyar Tudományos Akadémiában 1898. március 28-án Entz Géza tartott fölötte emlékbeszédet. Budapest XVIII. kerületében ma utca viseli nevét. A Margó Tivadar utca 170. szám alatt 2010. szeptember 19-én a Fővárosi Görög Önkormányzat, a XVIII. Kerületi Görög Kisebbségi Önkormányzat és Pestszentlőrinc-Pestszentimre Önkormányzata emléktáblát állított emlékére. Az emléktáblán lévő bronztondó Sztefanu Sztefanosz Magyarországon élő görög származású szobrászművész alkotása.